# Mamurogawa (Yamagata)
Mamurogawa (真室川町 Mamurogawa-machi?) es un pueblo localizado en la prefectura de Yamagata, Japón. En junio de 2019 tenía una población de 7.389 habitantes y una densidad de población de 19,7 personas por km². Su área total es de 374,22 km².

## Geografía

### Municipios circundantes
- Prefectura de Yamagata
  - Sakata
  - Shinjō
  - Sakegawa
  - Kaneyama
- Prefectura de Akita
  - Yurihonjō
  - Yuzawa

## Demografía
Según datos del censo japonés, la población de Mamurogawa ha disminuido en los últimos años.
| Año del censo | Población |
| ------------- | --------- |
| 1995          | 11.571    |
| 2000          | 10.592    |
| 2005          | 10.054    |
| 2010          | 9.165     |
| 2015          | 8.137     |